# Àlex Rigola
Àlex Rigola (Barcelona, 1969) es un director de escena español. Fue director artístico del Teatre Lliure desde marzo de 2003 hasta el verano de 2011, también dirigió la sección de teatro de la  Biennale di Venezia. desde 2010 a 2016. Fue codirector de los Teatros del Canal con la comisaria en artes escénicas Natalia Álvarez Simó.  
Es licenciado en interpretación por la Escola Superior d'Art Dramàtic del Instituto del Teatro de Barcelona.

## Obras
El autor ha dirigido y adaptado las siguientes obras:
- 2020: Aquest país no descobert que no deixa tornar de les seves fronteres cap dels seus viatgers de Àlex Rigola
- 2017: Ivanov de Antón Chéjov
- 2016: El público, de Federico García Lorca
- 2013: El policía de las ratas, de Roberto Bolaño
- 2010: Gata sobre teulada de zinc calenta, de Tennessee Williams
- 2009: Nixon - Frost, de Peter Morgan
- 2009: Días mejores, de Richard Dresser, en el Teatro de La Abadía
- 2008: El buñuelo de Hamlet, de Luis Buñuel y Àlex Rigola
- 2008: Rock'n roll, de Tom Stoppard
- 2007: 2666, de Roberto Bolaño
- 2006: Arbusht, de Paco Zarzoso
- 2005: Largo viaje hacia la noche, de Eugene O'Neill
- 2005: European House, de Àlex Rigola
- 2005: Ricard 3r y Ricardo 3.º, de William Shakespeare
- 2004: Santa Joana dels Escorxadors y Santa Juana de los mataderos, de Bertolt Brecht
- 2003: Glengarry Glen Ross, de David Mamet
- 2003: Juli Cèsar y Julio César, de William Shakespeare
- 2002: Ubú, de Alfred Jarry, en el Teatro de La Abadía
- 2001: Woyzeck, de Georg Büchner
- 2001: Suzuki I i II, d'Alexei Xipenko
- 2000: Les variacions Goldberg, de George Tabori
- 2000: Titus Andrònic de William Shakespeare
- 2000: Un cop baix, de Richard Dresser
- 1999: La màquina d'aigua, de David Mamet
- 1998: Troianes, de Eurípides
- 1997: Kafka: El Procés, de Franz Kafka
- 1996: Camí de Wolokolamsk (I), de Heiner Müller

También fue ayudante de dirección de Joan Ollé en:
- Roberto Zucco, de Bernard-Marie Koltès
- Por los pueblos, de Peter Handke
- Así que pasen cinco años, de Federico García Lorca

Además llevó la dirección escénica de El cancionero de palacio (2003) y la dirección de Cançons d'amor i droga (2003) con varios textos de Pepe Sales interpretados por el cantautor Albert Pla y Judith Farrés. Su primera incursión en el Gran Teatro del Liceo fue con una ópera wagneriana, Der Fliegende Holländer (2007).